# 総合病院国保旭中央病院
地方独立行政法人総合病院国保旭中央病院（ちほうどくりつぎょうせいほうじん そうごうびょういん こくほあさひちゅうおうびょういん、英語: Asahi General Hospital）は、千葉県旭市にある医療機関。地方独立行政法人が運営する公立の病院であり、千葉県東総地域における地域医療の核となる基幹病院である。第3次救急指定病院。
想定する利用者は千葉県東部から茨城県南東部の約100万人。一般外来から高度な専門治療を必要とする患者が利用する病院である。一日約3,500名の外来患者が来院し、1次救急から3次救急まで、年間約57,000人の患者を受け入れる。
所属医師は原則として病院敷地内に用意した居住施設に住むことになっている。これは担当患者の容態が急変した場合に数分で駆けつけることができるようにするためである。
敷地を広げる度に増改築を繰り返している。需要の増加を受け、なお規模を拡大している。

## 沿革

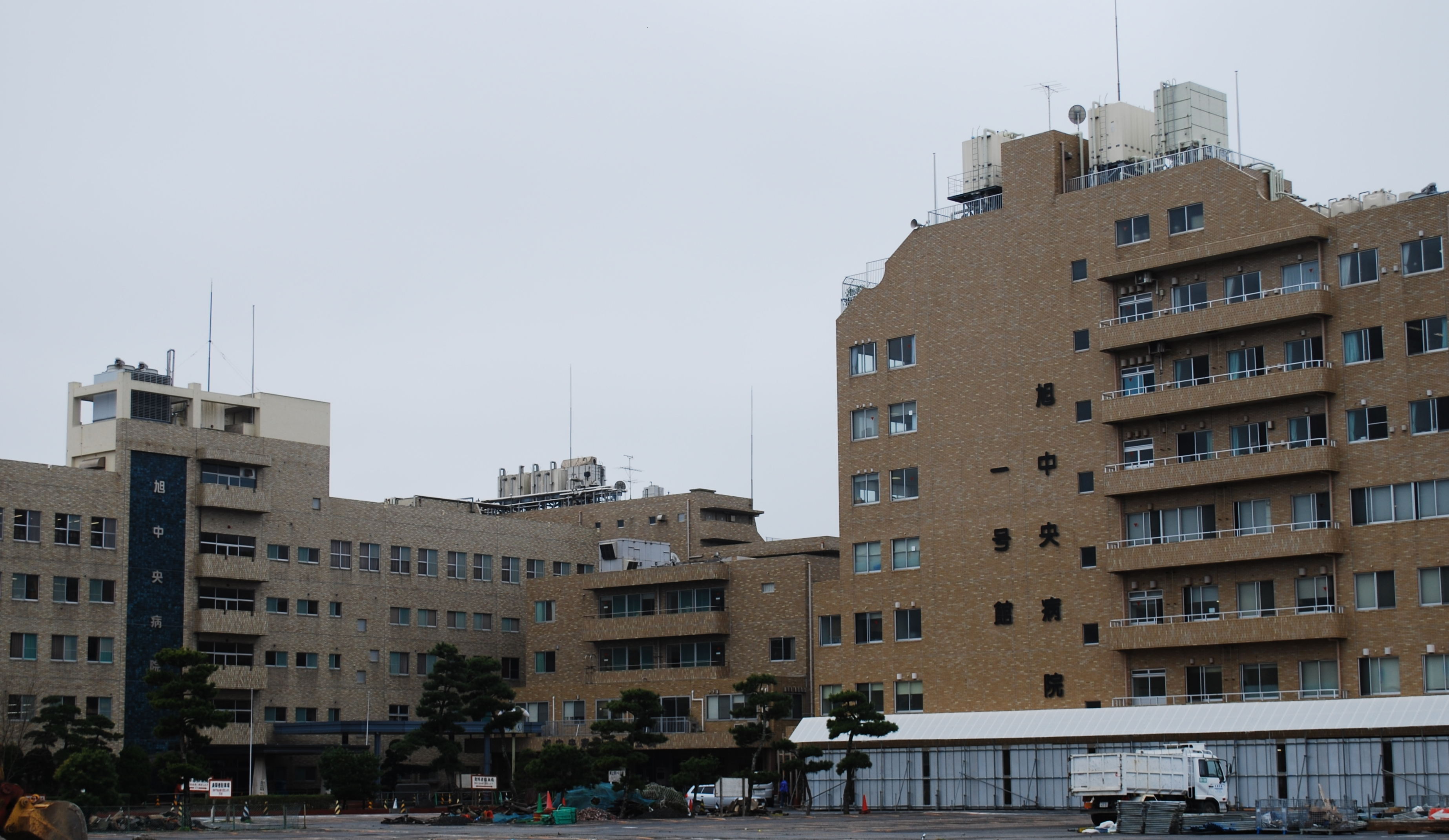
旧本館(2009年3月)

- 1953年（昭和28年）3月 -  旭町（現・旭市）他8ヶ町村により、国保旭中央病院が開設される。
- 2005年（平成17年）7月 - 市町合併により市立病院となる。
- 2008年（平成20年）12月27日 - 新本館起工開始。
- 2011年（平成23年）3月25日 - 新本館竣工完了。
- 2013年（平成25年）1月 - 既存棟整備完了。
- 2013年（平成25年）3月27日 - 事業管理者と病院長を分離し、新たに病院長を任命[1]。
- 2016年 4月1日 - 地方独立行政法人に改組。

## 施設概要
- 敷地面積：172,402m2
- 建物延床面積：186,685m2
- 病床数 989床(2011年現在)
  - 一般 763床
    - NICU（新生児特定集中治療室）
    - 小児入院医療管理病棟
    - 救命救急センター
    - 集中治療室
    - 緩和ケア病棟

  - 精神 220床
  - 感染6床

## 診療科
全36科
- 内科
- 消化器科
- 循環器科
- 呼吸器科
- 神経内科
- 腎臓内科
- 臨床血液科
- 糖尿病代謝内科
- 化学療法内科
- 小児科
- 新生児科
- 外科
- 心臓外科
- 脳神経外科
- 整形外科
- リハビリテーション科
- 産婦人科
- 泌尿器科
- 皮膚科
- 耳鼻咽喉科
- 眼科
- 形成外科
- 麻酔科
- 神経精神科
- 人工透析科
- 集中治療科
- 救急救命科
- 歯科
- 歯科口腔外科
- 緩和ケア科
- 核医学科
- 放射線科
- 中央検査科
- 臨床病理科
- リウマチ科
- アレルギー科

## 医療機関の指定等
- 保険医療機関
- 労災保険指定医療機関
- 指定自立支援医療機関（更生医療・精神通院医療）
- 身体障害者福祉法指定医の配置されている医療機関
- 精神保健及び精神障害者福祉に関する法律に基づく指定病院・応急入院指定病院
- 精神保健指定医の配置されている医療機関
- 生活保護法指定医療機関
- 医療保護施設
- 結核指定医療機関
- 原子爆弾被爆者一般疾病医療取扱医療機関
- 第二種感染症指定医療機関
- 母体保護法指定医の配置されている医療機関
- 災害拠点病院
- 小児救急医療拠点病院
- 救命救急センター
- 臨床研修指定病院
- 臨床修練指定病院
- がん診療連携拠点病院
- エイズ治療拠点病院
- DPC対象病院
- 地域周産期母子医療センター
- 認知症疾患医療センター

## 附属施設
旭市病院事業の設置等に関する条例第4条第2項に基づき設置される施設は、以下のとおりである。
- 旭中央病院附属飯岡診療所
- 旭中央病院附属看護専門学校
- 介護老人保健施設シルバーケアセンター
- 養護老人ホーム東総園
- 特別養護老人ホーム東総園
- ケアハウス東総園
- 訪問看護ステーション旭こころとくらしのケアセンター
- ぴあハウス

## アクセス
病院公式サイト　アクセスも参照
- JR東日本総武本線「旭駅」から病院の無料送迎バス利用、もしくは徒歩15分。
- 東京駅八重洲口前から高速バス「犬吠号」で「旭中央病院東」下車。